# ناهید (فیلم ۱۳۹۳)
ناهید فیلمی به کارگردانی آیدا پناهنده و نویسندگی مشترک با ارسلان امیری به تهیه‌کنندگی بیژن امکانیان ساخته سال ۱۳۹۳ است. این فیلم که منتخب بیش از سی فستیوال فیلم جهانی است در ۲۷ آبان ۱۳۹۴ در سینماهای ایران و از ماه فوریه ۲۰۱۶ در بیش از پنجاه سینمای کشور فرانسه توسط کمپانی ممنتو فیلمز و در اسپانیا (کارامل فیلمز) و یونان (استرادافیلمز) اکران شده‌است. شرکت نوری پیکچرز پخش‌کننده جهانی فیلم حق نمایش ناهید را به بیش از پانزده کشور از آسیا، اروپا و آمریکای جنوبی فروخته‌است.

## داستان
ناهید، زن جوانی است که از شوهرش احمد به خاطر اعتیادش جدا شده و خرج زندگی خود و پسر خردسالش را از طریق تایپ پایان‌نامه‌های دانشجویی درمی‌آورد. طبق توافق با همسر سابقش، او تنها در صورتی می‌تواند بچه را نزد خودش نگه دارد که ازدواج نکند. او دلباخته مرد ثروتمندی به نام مسعود است که به او پیشنهاد ازدواج هم داده، اما ناهید به خاطر ترس از دست دادن فرزند، علی‌رغم میل درونی‌اش به پیشنهاد مسعود جواب رد داده‌است.

## بازیگران
| بازیگر          | نقش       |
| --------------- | --------- |
| ساره بیات       | ناهید     |
| پژمان بازغی     | مسعود     |
| نوید محمدزاده   | احمد      |
| پوریا رحیمی سام | ناصر      |
| فریده دریامج    | همسر فضلی |
| نسرین بابایی    | لیلا      |
| میلاد شاه حسینی | مجتبی     |
| میلاد حسین‌پور   | امیررضا   |

## جوایز
- برنده جایزه بهترین فیلم انجمن منتقدین سینمای فرانسه - جشنواره بین‌المللی فیلم‌های مستقل بوردو ۲۰۱۵
- برنده جایزه آینده نویدبخش در بخش نوعی نگاه - جشنواره فیلم کن ۲۰۱۵
- برنده جایزه فیلمبرداری دوربین کوچک طلایی - جشنواره فیلم برادران ماناکی ۲۰۱۵
- برنده جایزه راجر ایبرت - جشنواره بین‌المللی فیلم شیکاگو ۲۰۱۵
- برنده جایزه بهترین بازیگر مردنوید محمدزاده - جشنواره بین‌المللی فیلم براتیسلاوا ۲۰۱۵
- برنده جایزه بهترین کارگردانی - جشنواره بین‌المللی فیلم براتیسلاوا ۲۰۱۵
- فیلم منتخب - جشنواره بین‌المللی فیلم وایادولید ۲۰۱۵
- کاندیدای اسب برنزی بهترین فیلم جشنواره بین‌المللی فیلم استکهلم ۲۰۱۵
- کاندیدای بهترین فیلم انجمن منتقدین هامبورگ جشنواره بین‌المللی فیلم هامبورگ ۲۰۱۵
- برنده گوزن طلایی ژاپن - پنجمین جشنواره بین‌المللی نارا ۱۳۹۵